# 旧車探して、地元めし
旧車探して、地元めし （きゅうしゃさがして じもとめし）は、CSチャンネル・チャンネルNECOで2022年2月26日から放送されている日本のテレビドラマ。主演は升毅 。

## 概要
国産旧車×地元グルメをテーマとするテレビドラマで、主人公の旧車ディーラーの男性が全国各地で旧車を探し求め、訪れた土地の地元民しか知らないローカルフード（地元めし）を堪能する姿をSNSで配信する様子が描かれる。
実在するカーディーラーや地元めしの飲食店が実名で登場し、一部のディーラーや飲食店では実際の従業員が劇中の人物として登場する。また、劇中で配信する地元めしの動画の一部は、番組公式YouTubeチャンネルで配信されている。
主人公・鈴木宗一郎役の升は、本作の企画開発が始まる前に放送されたBS日テレの『おぎやはぎの愛車遍歴』で、升が自身のホンダ車愛を語る回がプロデューサーの印象に残っていたことからキャスティングされている。

## あらすじ
鈴木宗一郎は、人生を国産旧車に捧げる男。幻のカーディーラーとも呼ばれる彼は、掘り出し物の旧車の噂を聞けば日本全国を駆け巡り、時に美女との出会いに心をときめかせつつ、地元民しか知らない美味しいローカルフード（地元めし）を堪能する。

### アバンタイトル
ドラマのアバンタイトルで下記のナレーションが毎回挿入される。

## キャスト

### 主要人物
鈴木宗一郎（すずき そういちろう）
演 - 升毅
本作の主人公。伝説の旧車ディーラー。国産旧車を探し求めて全国各地を駆け巡る。
また、旧車探しで訪れた土地の地元めしを堪能し、その姿をYouTubeで配信する。
時に旧車探しなどで出会うマドンナに一目ぼれするが、失恋に終わるのがお約束。

### ゲスト

#### EPISODE 01
瀧新吾
演 - 瀧新吾（本人）
浜松のカーディーラー「オートショップタキーズ」の社長。
大石照子
演 - 大石照子（本人）
宗一郎がたくあん入りのお好み焼き「遠州焼き」と味噌おでんを食べた「お好み焼き大石」の店主。
松嵜善治郎
演 - 松嵜善治郎（本人）
宗一郎がみかん最中を買いに行った「入河屋」の五代目店主。

#### EPISODE 02
未亡人
演 - 壇蜜
EPISODE 02のマドンナ役。宗一郎に旧車を売却したいと連絡してくる。
中川成実
演 - 中川成実（本人）（EPISODE 06・EPISODE 10）
山梨の老舗カーディーラー「BOSS CAR'S」の社長。宗一郎とは旧知の中。旧車が保管された未亡人の自宅を示す地図を宗一郎に渡す。
EPISODE 06では宗一郎に頼まれ、故障したホンダライフデラックスを車両運搬車で引き取りに現れる。

#### EPISODE 03
アイコ
演 - 徳江かな
EPISODE 03のマドンナ役。宗一郎に「愛知ワールドクラシックカーフェスティバル」で可愛い旧車を探すようビデオ通話で連絡してくる。
フェスをスマホのリモート映像で見学して見つけたマツダR360クーペを購入するよう、宗一郎に依頼する。
樋口英義
演 - 樋口英義（本人）
愛知のカーディーラー「Classic Car NAGOYA」の代表。宗一郎から売り物でないマツダR360クーペを売ってほしいと交渉される。
宮崎千穂
演 - 宮崎千穂（本人）
「Classic Car NAGOYA」のスタッフ。
杉浦充俊
演 - 杉浦充俊（本人）
「北京本店」の代表。北京飯を注文した宗一郎に、一度食べたら病みつきになると勧める。

#### EPISODE 04
元妻
演 - 高橋ひとみ（特別出演）
EPISODE 04のマドンナ役。宗一郎の元妻。
「Reiz」にマツダオートザムAZ-1の試乗に訪れ宗一郎と再会、ふたりで加須市の観光スポットを巡り地元めしを食べる。
Reiz店主
演 - 横尾下下
埼玉の軽自動車ディーラー「Reiz」の店主。宗一郎の所有するスズキ カプチーノのメンテナンスを請け負う。

#### EPISODE 05
美女 / 森咲智美
演 - 森咲智美（EPISODE 06）
EPISODE 05のマドンナ役。姫木平ホワイトバーチキャンプフィールドからヨガを配信する。
初めてソロキャンプをする宗一郎を見かね、テントを設営してくれる。スズキマイティボーイのオーナー。
折井祐介
演 - 折井祐介（本人）
ハマラノーエン代表。生とうもろこしは糖度がメロンよりも高い平均20度あると宣伝する。

#### EPISODE 06
花里芹香（はなざと せりか）
演 - 鈴木杏樹
EPISODE 06のマドンナ役。ライター。猪鍋を食べる動画を配信していた宗一郎に取材を申し込む。
ホンダライフデラックスが路上で故障し宗一郎に助けを求めていた女性で、花里功の娘であった。
花里功
演 - 花里功（本人）
ENDLESS ADVANCEの会長。フルレストアして一般道を走行可能なナンバープレート取得済みの旧車を博物館で一般公開する。
車好きの男と交際してはいけないと芹香を育てており、娘との交際を認めない代わりに宗一郎に日野コンテッサ1300クーペの購入を許可する。

#### EPISODE 07
秘書
演 - 森美紅
EPISODE 07のマドンナ役。「ヴィンテージ 宮田自動車」の社長秘書。来店した宗一郎に店内の旧車を紹介する。
宮田篤
演 - 宮田篤（本人）（EPISODE 10）
三重の旧車ディーラー「ヴィンテージ 宮田自動車」の社長。東海ラジオ「宮田篤のヴィンテージナイト」のパーソナリティー。
オレンジ色のレアなトヨタカローラレビン1600GTをディーラーが手に入れたとラジオで告知する。
MC吟田
演 - MC吟田（本人）
「宮田篤のヴィンテージナイト」のアシスタント。自称・宮田の弟分。
宮田知
演 - 宮田知（本人）
「ヴィンテージ 宮田自動車」の専務。宮田社長の伝言メモを宗一郎に渡す。
橋本将吾
演 - 橋本将吾（本人）
「まつもとの来来憲」の店長。大とんてきに包丁で野球のグローブ状に切り込みをいれたものを「グローブ」と呼んでいると宗一郎に教える。
青木活人
演 - 青木活人（本人）
「寿恵広」の店主。アイス饅頭を買い求めに来店した宗一郎を接客する。

#### EPISODE 08
本田修（ほんだ おさむ）
演 - 山口智充（EPISODE 07・EPISODE 10）
謎のヒッチハイカー。宗一郎の運転するホンダZ360に同乗させてもらう。
川森篤
演 - 川森篤（本人）
「川森食堂」の店主。みそなべに修が注文した追加のうどんを給仕する。
旧車オーナー
演 - 野木久美子
EPISODE 08のマドンナ役。ヨタハチのオーナー。
父の形見だったヨタハチを宗一郎でなく修に売却する。
森叔己
演 - 森叔己（本人）
「鈴木鉱泉」経理部。宗一郎にクリームソーダ「スマックゴールド」を販売する。

#### EPISODE 09
美女
演 - 羽瀬川なぎ
EPISODE 09のマドンナ役。 祖父が乗っていたプリンス・グランド・グロリアを「ヴィンテージカー トライ」で購入しようとする。
同じグロリアを狙っていた宗一郎から「君にはまだ早いのでは」と告げられるが、宗一郎以上のグロリアに関する知識を披露する。
山本敏幸
演 - 山本敏幸（本人）（EPISODE 10）
茨城のカーディーラー「ヴィンテージカー トライ」の工場長。
綿引宜考
演 - 綿引 宜考（本人）（EPISODE 10）
「ヴィンテージカー トライ」の店長。売る側の責任として旧車の不安な点も正直に明かす。
石塚仁志
演 - 石塚仁志（本人）
「とんかつ八戒」の店長。旧車マニアで店先にR31スカイラインを駐車している。
小松広大
演 - 小松広大（本人）
「木内酒造」の職人。宗一郎が1か月前に電車旅で訪れた際にオーダーした、お茶がブレンドされたマイビールを引き渡す。

#### EPISODE 10
女性
演 - 岸明日香
EPISODE 10のマドンナ役。サーキットの狼ミュージアムを取材する関西弁を話す美女。
旧車に乗るイケオジのモデルになってほしいと宗一郎に取材協力を申し込む。
係員
演 - 渡邉伶
サーキットの狼ミュージアムの係員。取材に訪れた女性にミュージアム内の旧車を案内する。
飯笹匡晴
演 - 飯笹匡晴（本人）
「お食事処 浜めし」の店主。五色丼のセットメニューに、網ではなく手釣りした「つりきんめ」を使った金目の煮魚を勧める。

#### EPISODE 11
女性
演 - 鈴木砂羽
EPISODE 11のマドンナ役。「丸美屋自販機コーナー」で宗一郎の千円札を100円玉に両替してくれる。
旧車好きの人が好きで、宗一郎のスバル360に同乗させてもらい、車の祭典であるダムサンデークラシックへ向かう。
祖父の形見であるフェアレディZ432Rの維持費のために自販機コーナーや神梅館でアルバイトを掛け持ちしていた。
斉藤栄
演 - 斉藤栄（本人）
「丸美屋自販機コーナー」の店主。
大橋幸夫
演 - 大橋幸夫（本人）
ダムサンデークラシックへやってきた日産チェリーX1Rのオーナー。
藤原秀樹、藤原冬美
演 - 藤原秀樹（本人）、藤原冬美（本人）
ダムサンデークラシックへやってきたオースチンA35 Countrymanのオーナー夫婦。
金子敬
演 - 金子敬（本人）
宗一郎からダムサンデークラシックにやってきたフェアレディZ432Rのオーナーと思われた男性。
実際は本当のオーナーである女性からメンテナンスを依頼されているだけであった。
小山修
演 - 小山修（本人）（EPISODE 12）
ダムサンデークラシックへやってきたジャガーEタイプ S1のオーナー。宗一郎に試乗を勧める。
旧車オーナーが集う喫茶店「ジャックと豆の木」の店主で、ダムサンデーの主催者であった。
旧車を探す宗一郎に「オートサークル」を紹介する。
渡邉宏佳
演 - 渡邉宏佳（本人）
「神梅館」の若女将。宗一郎におっきりこみうどんを給仕する。

#### EPISODE 12
リンリン
演 - レオ
EPISODE 12のマドンナ役。宗一郎に日野コンテッサを探せとビデオ通話で依頼する。
下山勇介
演 - 下山勇介（本人）
「コロリンシュウマイ」の店主。宗一郎にコロリンシュウマイを熱々の内に食べるよう勧める。
福嶋克宏
演 - 福嶋克宏（本人）
カーディーラー「オートサークル」の代表。宗一郎が購入したい旧車をすべて揃えていた。
宗一郎に「登利平」の鳥めし松弁当を御馳走してくれる。

## スタッフ
- 脚本 - 中村志保
- 演出 - 中根三美
- 音楽 - 辻陽
- ナレーション - 山盛由果
- 編成企画 - 新保和也
- プロデューサー - 鍋倉友香、錦信次（EPISODE 01 - 06）、三好剛（EPISODE 01 - 10）、川上修（EPISODE 11 - 12）
- 制作 - IVSテレビ制作（協力）
- 製作著作 - 日活、チャンネルNECO

## 登場する旧車
●：宗一郎が移動で乗車する旧車、★：カーディーラーなどが劇中で扱う旧車
| 各話       | 登場する旧車 | カーディーラーなど                                | 住所                                              |
| ---------- | --- | ------------------------------------------------- | ------------------------------------------------- |
| EPISODE 01 | スバルFF-1300G● 【CAR No.001】ホンダ1300クーペ9S★ 【CAR No.002】日産 スカイライン2000GT-R★ | オートショップ タキーズ                           | 静岡県浜松市中央区伊左地町3000-5                  |
| EPISODE 02 | クラウンバン● 【CAR No.003】三菱 ギャランラムダエテルナ2000（1977年） 【CAR No.004】ホンダ シティカブリオレ1200（1984年式） | BOSS CAR'S                                        | 山梨県中巨摩郡昭和町河西1505                      |
| EPISODE 03 | トヨペットコロナデラックス● 日産 セドリックエステートワゴン（1965年） トヨタ2000GT（1970年） 【CAR No.005】マツダR360クーペ（1960 - 1966年）★                                                                                                  | Classic Car NAGOYA                                | 愛知県愛知郡東郷町諸輪字福田27-1                  |
| EPISODE 04 | 【CAR No.006】スズキ カプチーノ● 【CAR No.007】マツダオートザムAZ-1（1994年）★ | Reiz                                              | 埼玉県加須市柏戸2057                              |
| EPISODE 05 | 【CAR No.008】日産ダットサントラック● 【CAR No.009】スズキマイティボーイ | Wonder base                                       | 長野県佐久市中込2990－15                          |
| EPISODE 06 | 日産ダットサントラック● ホンダライフデラックス 【CAR No.010】日産シルビア 【CAR No.011】日野コンテッサ1300クーペ★ | ENDLESS 130 COLLECTION                            | 長野県南佐久郡佐久穂町高野町1828-1                |
| EPISODE 07 | ホンダZ360● トヨタカローラレビン1600GT★ 【CAR No.012】アルファロメオ・モントリオール★ 【CAR No.013】マツダカペラRX2★ 【CAR No.014】トヨタスプリンタートレノ★                                                                                   | ヴィンテージ 宮田自動車                           | 三重県三重郡川越町当新田615                       |
| EPISODE 08 | ホンダZ360● 【CAR No.015】トヨタスポーツ800★ | ヴィンテージ 宮田自動車                           | 三重県三重郡川越町当新田615                       |
| EPISODE 09 | 日産Be1 キャンバストップ● 【CAR No.017】ダイハツ・シャルマンバン（1974年）★ アンフィニMS-8（1995年）★ ホンダ アコード・インスパイア（1991年）★ 【CAR No.016】トヨタ・クラウン・パレードカー（1977年）★ プリンス・グランド・グロリア（1967年）★ | ヴィンテージカー トライ                           | 茨城県東茨城群茨城町上飯沼2-282                   |
| EPISODE 10 | フォード スペクトロン● 【CAR No.018】ロータス・ヨーロッパ・スペシャル★ 【CAR No.019】フェラーリ ディーノ246GT★ 【CAR No.020】ポルシェ911カレラRS2.7★ ランボルギーニ・カウンタックLP400S★                                                       | 池沢早人師 サーキットの狼ミュージアム             | 茨城県神栖市息栖1127-26                           |
| EPISODE 11 | スバル360● 日産チェリーX1R オースチンA35 Countryman フェアレディZ432R ジャガーEタイプ S1 | ダムサンデークラシック 旧車イベント（主催：JHCC） | 群馬県みどり市東町草木 （草木ダムみかげ原展望地） |
| EPISODE 12 | スバル360● ウーズレー1500★ マツダファミリア1000クーペ★ いすゞベレット1800GT★ トヨタセリカ1600GT★ 日産ローレルHT2000SGX★ ブルーバードU1600SSS★ 日野コンテッサ★                                                                                  | オートサークル                                    | 群馬県前橋市石関町201                             |

## 登場する地元めし
●：宗一郎がSNSで「きみは、〇〇をしっているか?」のタイトルで動画配信する地元めし
| 各話       | 訪問地               | 登場する地元めし                                        | 飲食店・販売店             | 住所                               |
| ---------- | -------------------- | ------------------------------------------------------- | -------------------------- | ---------------------------------- |
| EPISODE 01 | 静岡県浜松市         | 遠州焼き、みそおでん●                                   | お好み焼き大石             | 静岡県浜松市中央区相生町19-8       |
| EPISODE 01 | 静岡県浜松市         | みかん最中                                              | 入河屋                     | 静岡県浜松市北区三ヶ日町下尾奈83-1 |
| EPISODE 02 | 山梨県甲府市         | 名代やきそぼ（つゆだく焼きそば）●                       | 成駒屋                     | 山梨県北杜市長坂町長坂上条2575-118 |
| EPISODE 02 | 山梨県甲府市         | たくあん入りパン                                        | ずんちゃんパン             | 山梨県甲府市上石田2-9-7            |
| EPISODE 02 | 山梨県甲府市         | レモンパン                                              | 丸十パン                   | 山梨県甲府市丸の内2-28-6           |
| EPISODE 03 | 愛知県岡崎市         | 愛知のモーニング                                        | 珈香                       | 愛知県岡崎市滝町長坂89-9           |
| EPISODE 03 | 愛知県岡崎市         | みそだれ、蜂蜜太郎、スガキヤラーメン                    | ヤマナカ アルテ岡崎北      | 愛知県岡崎市井ノ口新町2-10         |
| EPISODE 03 | 愛知県岡崎市         | 北京飯●                                                 | 北京本店                   | 愛知県安城市三河安城本町2-4-1      |
| EPISODE 04 | 埼玉県加須市         | なまず天重、鯉のあらい●                                 | うなぎ 丸一                | 埼玉県加須市柳生2798-2             |
| EPISODE 04 | 埼玉県加須市         | いがまんじゅう、塩あんびん餅                            | 三小間                     | 埼玉県加須市土手1-9-26             |
| EPISODE 05 | 長野県茅野市         | 八ヶ岳生とうもろこし                                    | ハマラノーエン直売所       | 長野県茅野市玉川11398              |
| EPISODE 05 | 長野県茅野市         | 遠山ジンギス                                            | たてしな自由農園茅野店     | 長野県茅野市米澤3905-1             |
| EPISODE 05 | 長野県茅野市         | 信州諏訪みそ天丼●                                       | そば処 徳八                | 長野県諏訪市末広8-3                |
| EPISODE 06 | 長野県佐久市         | 猪鍋●、猪肉の串焼き●                                    | 猪料理 やまおく            | 長野県佐久市新子田1882-10          |
| EPISODE 06 | 長野県佐久市         | むしり                                                  | 鳥忠食堂                   | 長野県佐久市臼田91-4               |
| EPISODE 07 | 三重県四日市市       | 大とんてき（グローブ）●                                 | まつもとの来来憲           | 三重県四日市市松本2-7-24           |
| EPISODE 07 | 三重県四日市市       | アイス饅頭                                              | 寿恵広                     | 三重県桑名市三ツ矢橋11             |
| EPISODE 08 | 三重県亀山市         | みそなべ●                                               | 川森食堂                   | 三重県亀山市関町古厩66-3           |
| EPISODE 08 | 三重県亀山市         | 関の戸                                                  | 深川屋                     | -                                  |
| EPISODE 08 | 三重県亀山市         | スマックゴールド                                        | 鈴木鉱泉                   | 三重県桑名市江場中野町608          |
| EPISODE 09 | 茨城県茨城町         | 水戸納豆とんかつ●、八戒とんかつ（ガーリックバター風味） | とんかつ八戒               | 茨城県水戸市笠原町600-54           |
| EPISODE 09 | 茨城県茨城町         | 常陸野ネストビール（オリジナルビール）                  | 木内酒造                   | 茨城県那珂市鴻巣1257               |
| EPISODE 10 | 千葉県銚子市         | 五色丼と銚子つりきんめの煮つけ●                         | お食事処 浜めし            | 千葉県銚子市竹町1545-8             |
| EPISODE 10 | 千葉県銚子市         | ぬれ煎餅                                                | 銚子電鉄ぬれ煎餅（犬吠駅） | 千葉県銚子市犬吠埼9595-1           |
| EPISODE 11 | 群馬県みどり市       | 丸美屋自販機の天ぷらそば                                | 丸美屋自販機コーナー       | 群馬県みどり市東町花輪1973         |
| EPISODE 11 | 群馬県みどり市       | おっきりこみうどん                                      | 神梅館                     | 群馬県みどり市大間々町上神梅275-1  |
| EPISODE 12 | 群馬県桐生市・前橋市 | コロリンシュウマイ                                      | コロリンシュウマイ         | 群馬県桐生市相生町5-204-23         |
| EPISODE 12 | 群馬県桐生市・前橋市 | -                                                       | ジャックと豆の木           | 群馬県桐生市広沢町1-2577-4         |
| EPISODE 12 | 群馬県桐生市・前橋市 | 鳥めし松弁当                                            | 上州御用 鳥めし本舗 登利平 | 群馬県前橋市公田町667-2            |
| EPISODE 12 | 群馬県桐生市・前橋市 | 片原饅頭                                                | -                          | -                                  |

## 放送日程
| 各話       | 初回放送       | サブタイトル                                               | 備考                                                     |
| ---------- | -------------- | ---------------------------------------------------------- | -------------------------------------------------------- |
| EPISODE 01 | 2022年02月26日 | 浜松編                                                     |                                                          |
| EPISODE 02 | 2022年02月26日 | 甲府編                                                     |                                                          |
| EPISODE 03 | 06月25日       | 愛知編                                                     |                                                          |
| EPISODE 04 | 07月23日       | 埼玉編                                                     |                                                          |
| EPISODE 05 | 09月24日       | 長野前編 夏だ！旧車だ！恋キャンプ                          |                                                          |
| EPISODE 06 | 10月08日       | 長野後編 美女が誘う幻の旧車                                |                                                          |
| EPISODE 07 | 2023年04月29日 | 三重前編 乗るぜ！歴代の名車！超レア車！                    |                                                          |
| EPISODE 08 | 05月06日       | 三重後編 野郎2人旅 ヴィンテージカーを目指せ！              |                                                          |
| EPISODE 09 | 10月14日       | 茨城で発見！超希少車・絶滅寸前の珍車編                     |                                                          |
| EPISODE 10 | 10月21日       | マンガ「サーキットの狼」その世界へ！編                     | 茨城県神栖市は旧車、千葉県銚子市は地元めし               |
| EPISODE 11 | 2024年05月18日 | 【群馬編】 超レア車 集結！旧車イベント・ダムサンデーに潜入 |                                                          |
| EPISODE 12 | 05月25日       | 【群馬編】 70年代国産スポーツカーに酔いしれる！            | 群馬県前橋市は旧車と地元めし、群馬県桐生市は地元めしのみ |